# Schwarzenbach am Wald

## Situación geográfica
El Arroyo Negro en el bosque de Alta Franconia se encuentra ubicado al pie de la montaña Döbraberg, en los alrededores del paisaje encantador del parque natural de la selva Franken.

## Tiempo de Ocio
El Arroyo Negro en el bosque de Alta Franconia ofrece interesantes actividades para compartir con la familia, en grupo con amigos y además los miembros más viejos de la familia pueden también encontrar una actividad en este cálido, acogedor y bonito lugar.

### Bicicleta de montaña
El Arroyo Negro en el bosque de Alta Franconia ofrece condiciones óptimas para el ejercicio de quienes disfrutan del deporte en bicicleta. Los ciclistas de montaña encuentran aquí la diversión en las rutas (BikeFunTrails) en el cual pueden poner a prueba sus capacidades sobre ruedas y además mejorarlas.
La red de ferrocarril es una parte del bosque de la red de velódromo del bosque Franken.

### Caminata de excursión en el bosque
El Arroyo Negro en el bosque de Alta Franconia cuenta con 165km senderos en medio de la más pura naturaleza . En total 18 senderos para caminatas y excursiones, las mismas que se diferencian según el grado de dificultad. Estos son: 6 senderos con grado de dificultad fácil, 11 senderos con grado de dificultad intermedio/medio, y 1 sendero de grado de dificultad difícil.
- Datos: Q502392
- Multimedia: Schwarzenbach am Wald / Q502392

1. ↑  Worldpostalcodes.org, código postal n.º 95131.